# تومر يوسف
تومر يوسف (بالعبرية: תומר יוסף‏) هو مغني وممثل إسرائيلي، ولد في 8 سبتمبر 1975 في إسرائيل.

## أعمال

### أفلام
- (2007) زيارة الفرقة الموسيقية[4]

## وصلات خارجية
- تومر يوسف على موقع IMDb (الإنجليزية)
- تومر يوسف على موقع ميوزك برينز (الإنجليزية)
- تومر يوسف على موقع قاعدة بيانات الأفلام السويدية (السويدية)
- تومر يوسف على موقع ديسكوغز (الإنجليزية)
- تومر يوسف على موقع قاعدة بيانات الفيلم (الإنجليزية)
- تومر يوسف على موقع كينوبويسك (الروسية)